# Imbriovec Jalžabetski
Imbriovec Jalžabetski – wieś w Chorwacji, w żupanii varażdińskiej, w gminie Jalžabet. W 2011 roku liczyła 329 mieszkańców.